# Atherigona pilimana
Atherigona pilimana är en tvåvingeart som beskrevs av Willi Hennig 1952. Atherigona pilimana ingår i släktet Atherigona och familjen husflugor. Inga underarter finns listade i Catalogue of Life.